# Collado Lepoeder
El Collado Lepoeder, col de Lepoeder, col Lepoeder o col Lepœder,  en francés, es el nombre dado a un collado de paso histórico de los Pirineos, en su extremo occidental. Cerca de la frontera franco-española, se encuentra situado completamente en territorio español, en el límite entre el municipio de Valcarlos al norte y al oeste y Orbaitzeta al este.
Se hace famoso como posible lugar de la Batalla de Roncesvalles que enfrentó, el 15 de agosto del 778, a la retaguardia del ejército de Carlomagno, que se retiraba derrotado de la taifa de Zaragoza, comandada por Roland, con los vascones, episodio que ha llegado hasta nuestros días narrado en el legendario complot de la La Chanson de Roland y en parte de la  Pseudo-Turpin. El otro lugar, a menudo citado para situar esta batalla es el puerto de Roncesvalles.
El collado Lepoeder es un punto de paso del Camino navarro en el camino del peregrinaje a Santiago de Compostela. Sin embargo, dado que el acceso al paso es una pista desde la carretera RD 428 hasta el Paso de Roncesvalles, esta ruta no se recomienda cuando las condiciones meteorológicas son malas o cuando el terreno está demasiado cubierto de nieve. 

## Toponimia
Del vasco lepo (collado) y eder (bello) que significa « bello collado ».

## Geografía
Le col de Lepoeder se encuentra completamente en territorio español, en el límite entre los términos municipales de Valcarlos al norte y al oeste y del de Orbaiceta al este.
Se encuentra también muy próximo al límite del municipio de Roncesvalles de donde se encuentra separado tan solo por unos cientos de metros a vuelo de pájaro por el Barranco de Changoa al sur y a la misma distancia, cogiendo una pista forestal en dirección sudeste del col de Roncesvalles.
El collado culmina a 1429 metros de altitud según los registros IGN. A menudo aparece como 1430 metros en los mapas y guías.

## Historia

### Variaciones geográficas
Para unir Burdeos (Burdigala) y Astorga, los Romanos hicieron pasar una calzada romana por el col de Bentarte y por el col Lepoeder, que es probablemente un itinerario prehistórico. Este itinerario es atestiguado por el trofeo romano de Urculu (1419 m), cerca del paso de Bentarte, y por el paso de la calzada romana a Saint-Jean-le-Vieux, entonces relevo romano, indicado por Itinerario de Antonino. El camino siguió la cresta entre Saint-Jean-Pied-de-Port y el paso Roncesvalles (también llamado puerto de Ibañeta).
En la Edad Media, el Camino de Santiago adoptó el trazado antiguo en la mayor parte de su recorrido. Este camino se mantiene hasta el siglo XIX, siendo mejorado por Napoleón I, siendo camino imperial, luego camino real (1815-1851) y de nuevo imperial (1851-1870).
En 1841, el camino competía con la carretera costera a través de Bayona. En 1881 fue abandonada en favor de un nuevo y más amplio camino por el puerto de Ibañeta. Actualmente es la carretera N-135, que enlaza con la carretera francesa D 933, pasando por Arnéguy , Valcarlos y el puerto de Ibañeta (Roncesvalles pasan a 1057 m s. n. m.).

### Antigüedad
Para franquear el Summus Pyrenaeus, el autor de la Guía del peregrino escribió : « En el Pais vasco, la ruta de Santiago franquea un monte destacable llamado Port de Cize. Para franquearlo, hay ocho millas de subida y otro tanto de descenso. En efecto, este monte es tan alto que parece tocar el cielo, aquel que hace la ascensión cree poder, con sus propias manos, tocar el cielo ».
Es la ruta romana que siguieron en el siglo V los Suevos, Vándalos, Visigodos y Alanos para entrar en la península ibérica y en 732, las tropas musulmanas en retirada, finalmente vencidas por las de Carlos Martel en la Batalla de Poitiers.

## La leyenda de Roldán
Los dos episodios esenciales de esta leyenda son : El momento en el que Roldán hace sonar el cuerno ; el choque de su espada Durandal en la roca, que habría abierto la brecha de Rolando. Un cuerno esculpido en marfil de época carolingia, es considerado tradicionalmente como el cuerno de Roldán, que está representado en una famosa vidriera del siglo XIII en la Catedral de Chartres. Este cuerno formaba parte del tesoro de los reyes de Francia en la basílica de Saint-Denis hasta el 11 de septiembre de 1793, fecha en la que todo el tesoro fue dispersado o perdido durante los hechos acontecidos durante la revolución francesa. La tradición, igualmente a retenido el nombre de Ganelon como el del traidor por excelencia y el de Olivier, compañero de Roland, como símbolo del amigo perfecto.